# Schwebefähre Rouen
Die Schwebefähre Rouen (1899–1940), ein Werk des Ingenieurs Ferdinand Arnodin, war bis 1940 die letzte Brücke über die Seine vor ihrer Mündung. Sie erlaubte die Überquerung des Flusses mit Hilfe einer Gondel ungefähr 700 m unterhalb der Pont Boieldieu, in Höhe der heutigen Pont Guillaume-le-Conquérant.

## Geschichte
Die Stadtverwaltung von Rouen beschloss den Bau der Schwebefähre am 23. September 1895, um die Verkehrsverbindungen zwischen den beiden Ufern der Seine zu verbessern. Diese waren am Ende des 19. Jahrhunderts nur durch drei Brücken miteinander verbunden, darunter eine reine Eisenbahnbrücke. Die Ausführung der Arbeiten und die Konzession für den Betrieb wurden Ferdinand Arnodin übertragen, der bereits an der Konstruktion zahlreicher Ingenieurbauten beteiligt gewesen war und der den Bau im Herbst 1897 begann.
Die Schwebefähre wurde am 15. September 1899 ohne förmliche Einweihung in Betrieb genommen. Es war die zweite Schwebefähre in Europa nach der Puente de Vizcaya in Portugalete bei Bilbao über die Mündung des Nervión. Ihre Gondel, zunächst grün und weiß, später rosa angestrichen, leistete Fußgängern, Fuhrwerken und Autos besonders während des Ersten Weltkriegs unschätzbare Dienste, da Ferdinand Arnodin als patriotische Geste auf ein Entgelt für die Überfahrt verzichtete. Einige Anekdoten ranken sich um die Schwebefähre: Am 5. Mai 1912 flog der Pilot Marcel Cavelier unter der Brücke hindurch; ein Schwimmer sprang ohne Schaden zu nehmen auf Grund einer Wette von dem Brückenträger, der ebenso von Pionieren des Fallschirmspringens genutzt wurde.
Unterbrochen durch eine Generalüberholung von Mai 1926 bis Juli 1930 dauerte der Betrieb bis zum 9. Juni 1940. Dann sprengten französische Soldaten die Brücke, um den Vormarsch der deutschen Armee zu verlangsamen. Diese Zerstörung geschah im größten Durcheinander. Die Schifffahrt auf dem Fluss war nicht unterbrochen worden, und der kollabierende Brückenträger stürzte auf einen mit Flüchtlingen beladenen Schlepper, der sofort sank.
Dieses Bauwerk hat noch heute für die älteren Bewohner Rouens den Wert eines Wahrzeichens. Im Musée maritime de Rouen fand 2007 eine Ausstellung darüber statt.

## Technische Beschreibung

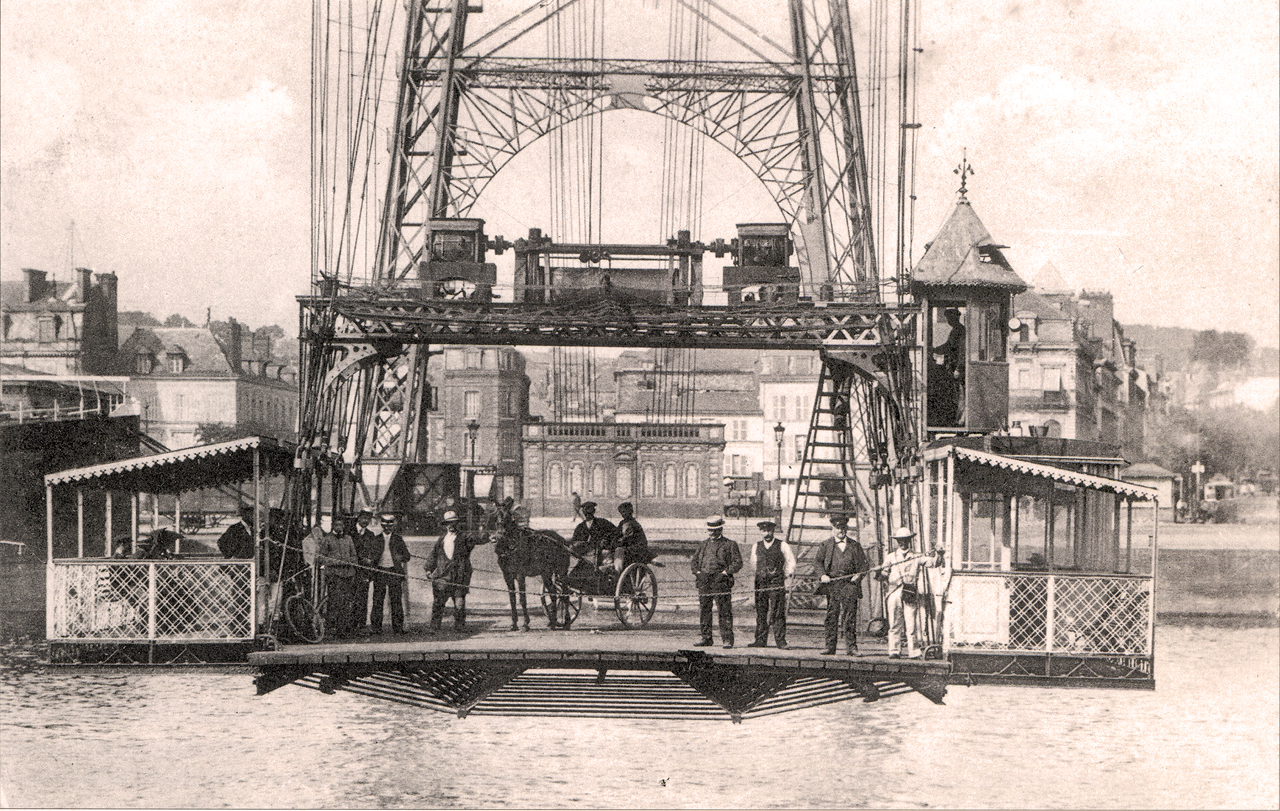
Die Gondel. Aufenthaltsraum für 1. Klasse rechts; für 2. Klasse links

Durch ihre großzügigen Abmessungen – 143 m Länge, 70 m Höhe und 51 m lichte Höhe – gestattete die Schwebefähre auch großen Segelschiffen flussaufwärts bis zu den entlegensten Kais des Seehafens Rouen zu fahren. Auch wenn sie nicht die längste Schwebefähre in Frankreich war, bot sie doch eine größere Höhe über dem mittleren Wasserstand des Flusses als ihre Gegenstücke in Brest, Rochefort, Nantes und Marseille.
Das Bauwerk in Rouen gehörte zu den Hängebrücken mit einem gradlinigen Versteifungsträger und erdverankerten Abspannungen in Verlängerung der Brücke. Die gleiche Bauart wurde von Arnodin für die Schwebefähren in Brest und Rochefort angewandt, während die Tragwerke der Schwebefähren von Nantes und Marseille Kragträger mit eingehängtem Zwischenteil waren. Auf beiden Seiten des Brückenträgers gab es einen Laufsteg, wovon der eine für Fußgänger geöffnet war und erlaubte, den Rundblück über die Seine und die Stadt zu genießen.
Der Tragwagen ruhte mit Rollen auf zwei Schienen, die von den Balken des Brückenträgers gestützt wurden, und trug eine Gondel von 130 m² Fläche und 15 t Tragkraft. Diese Gondel bestand aus einer Fahrbahn in der Mitte, die von zwei Aufenthaltsräumen flankiert wurde – einem verglasten 1. Klasse mit Sitzgelegenheiten und einem 2. Klasse, der nur ein einfaches Dach hatte. Der Antrieb erfolgte über Seilzug: Ein Kabel, das an beiden Enden des Brückenträgers verankert war, wurde im Laufwagen über Rollen nach unten umgelenkt und auf einer Trommel aufgewickelt, die auf einer Traverse über der Gondel montiert war. Die Trommel wurde durch zwei Elektromotoren angetrieben: die Schwebefähre Rouen war die erste, die Elektrizität nutzte.